# Sari-d'Orcino
Sari-d'Orcino (en cors Sari d'Urcinu) és un municipi francès, situat a la regió de Còrsega, al departament de Còrsega del Sud. L'any 1999 tenia 259 habitants.

## Demografia
| 1962 | 1968 | 1975 | 1982 | 1990 | 1999 |
| ---- | ---- | ---- | ---- | ---- | ---- |
| 284  | 301  | 282  | 218  | 236  | 259  |

## Administració
| Període | Identitat      | Partit | Qualitat |
| ------- | -------------- | ------ | -------- |
| 2008-   | Michel Pinelli |        |          |

## Personatges il·lustres
- Jean Biondi, socialista i resistent francès.